# Brachychiton rupestris

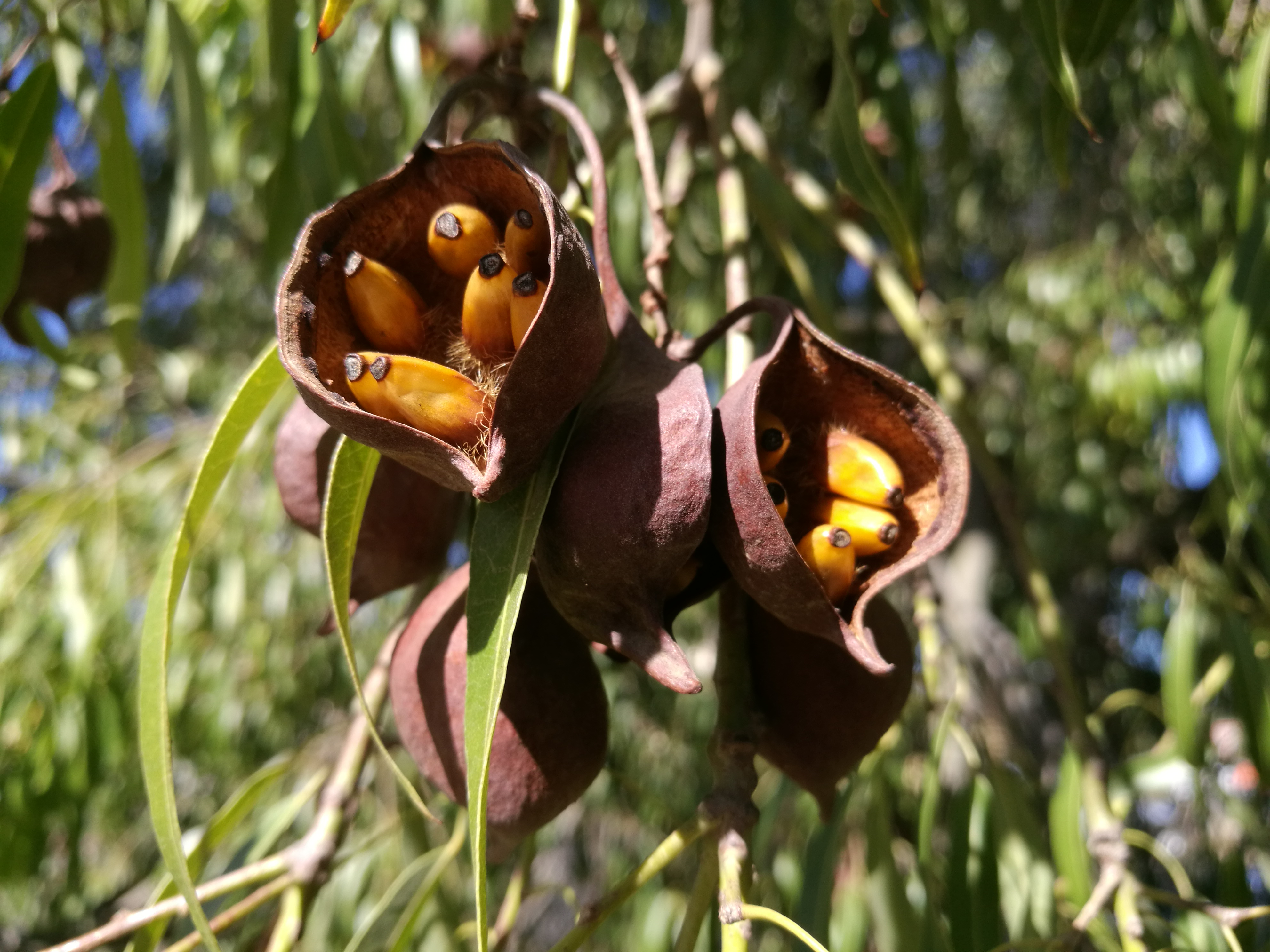
Brachychiton rupestris: fruits

Espèce
Classification phylogénétique
L'arbre bouteille australien (Brachychiton rupestris) est un arbre de la famille des Sterculiaceae originaire du Queensland, en Australie. Son tronc renflé lui donne son aspect remarquable et est à l'origine de son nom. Arbre stockant de l'eau et à feuilles caduques, il supporte une grande variété de sols et de températures.
Il peut atteindre 18 à 20 mètres de haut et son tronc sert de réserve d'eau. Les feuilles sur un même arbre sont de forme variable étroites ou elliptiques, simples à profondément divisées. Ses fleurs, des bouquets de clochettes, se cachent dans le feuillage avant de se transformer en fruits secs.
Ils sont souvent plantés le long des rues, dans les parcs, dans les jardins. La ville de Roma, au  Queensland est une petite ville célèbre pour ses arbres bouteilles. Ces arbres ornent aussi la nouvelle entrée des jardins botaniques de Geelong au Victoria.

## Culture
Les arbres peuvent se reproduire à partir de graines fraîches. Ils poussent bien dans les sols bien drainés, légèrement acides, en plein soleil. Ils sont habitués aux climats tropicaux et subtropicaux. Au début de leur croissance, ils poussent très lentement et l'apparition de leur aspect de bouteille n'est pas visible tant que l'arbre n'a pas atteint une quinzaine d'années. Les arbres adultes se transplantent facilement et peuvent supporter sans problème un intervalle de trois mois entre le moment où ils sont déterrés et celui où ils sont replantés. Ils peuvent supporter des températures allant de -10 °C à +50 °C.